# Miguel Sánchez (teolog)
Miguel Sánchez, född 1594, död 1674, var en nyspansk författare och präst. 
Sánchez är mest känd för sin skrift från 1648 Imagen de la Virgen María, en beskrivning och teologisk utäggning av uppenbarelsen för Juan Diego av Jungfru Maria som Vår Fru av Guadalupe, vilket är den först utgivna berättelsen om händelsen.